# Massensterben
Als Massensterben (englisch mass mortality) wird ein außergewöhnlicher, drastischer Verlust von Individuen einer oder vieler Populationen einer Art innerhalb kurzer Zeit bezeichnet. Je nach auslösendem Faktor können auch viele Arten bis hin zu ganzen Lebensgemeinschaften betroffen sein.

## Unterschied zu Massenaussterben
Im Unterschied dazu bezeichnet Massenaussterben das Aussterben zahlreicher Arten in einem für die Evolution vergleichsweise kurzen Zeitraum. Ein Massensterben kann mit dem Aussterben der betroffenen Art oder im Extremfall sogar mit einem Massenaussterben einhergehen, dies ist aber nicht die Regel. Beide Begriffe werden gelegentlich auch synonym verwendet.

## Gründe
Ein Massensterben kann aus zahlreichen Gründen auftreten. Dokumentierte Fälle umfassen u. a.:
- Infektion mit Krankheitserregern, z. B. Chytridiomykose bei zahlreichen Amphibienarten oder Pasteurella multocida bei Elefanten[1]
- ungewöhnliche klimatische Faktoren, z. B. Absterben aller Korallen eines Riffs durch Korallenbleiche, etwa durch eine zunehmende Häufigkeit und Intensität von Hitzeereignissen
- Wetterereignisse, z. B. Sterben von Zugvögeln bei ungewöhnlichen Regen- oder Kälteperioden,[2]
- synthetische Umweltgifte, z. B. Organochlor-Verbindungen in Delphinen,[3] Biozide (z. B. DDT)
- natürliche Toxine, z. B. Fischsterben durch Rote Tide: Massenvermehrungen von Dinoflagellaten in Meeresgebieten,[4]
- sozialer Stress durch Überbevölkerung, nachgewiesen z. B. bei einer Inselpopulation von Sikahirschen.[5]
- Biologische Invasion, z. B. durch die Aga-Kröte[6]

Massensterben sind ein Zeichen dafür, dass zahlreiche Organismen zur gleichen Zeit ökologischen Bedingungen unterliegen, an die sie nicht angepasst sind. Obwohl sie auch aus natürlichen Gründen auftreten, sind nicht selten menschliche Eingriffe in Lebensräume verantwortlich, die die Lebensbedingungen in kurzer Zeit drastisch verändern können. Die Ursachen für Massensterben sind nicht in jedem Fall leicht und eindeutig feststellbar. Häufig gibt es einen Auslöser (z. B. einen Krankheitserreger) und eine davon verschiedene, zugrunde liegende Ursache (z. B. herabgesetzte Vitalität durch Umweltgifte, Überbevölkerung). Massensterben einer Art können die Ökologie eines Lebensraums vollkommen umgestalten. Zum Beispiel dehnten sich nach dem Massensterben einer Seegurken-Art vor der kalifornischen Küste (aufgrund einer Infektionskrankheit) die Seetangwälder in bisher unbesiedelte Küstenabschnitte aus. Gründe und Effekte können indirekt und dadurch schwer erkennbar sein. Wasserverschmutzung durch Industrie und Landwirtschaft führte zu Massensterben der Seegraswiesen in der Florida Bay. Durch das Seegrassterben ausgelöste Massenvermehrung von Cyanobakterien führten (durch freigesetzte Toxine) zum Absterben zahlreicher Schwämme, die wiederum entscheidender Lebensraum für juvenile Karibik-Langusten Panulirus argus sind. Durch den Rückgang der Langusten ergaben sich schwere wirtschaftliche Schäden für die Fischerei.